# Набедренник (доспех)
Набедренник — элемент доспеха, который надевали рыцари на бедро, чтобы защитить ногу.
В европейском доспехе набедренник появляется в середине XIV века и продолжает использоваться до XVII века включительно. Ранние набедренники выполнены из кожи или бригантины. Потом появляются варианты из нескольких пластин, защищавших нижнюю половину бедра выше колена. Ещё более поздние образцы выполнены из одной пластины, к которой впоследствии начинают добавлять деталь для прикрытия бедра сзади. В XVI веке начинают отказываться от набедренных щитков, защищавших промежуток между латной юбкой (чья длина ограничена в связи с необходимостью сидеть на коне) и набедренниками, тогда набедренники вновь начинают изготавливать из нескольких деталей, придавая им определённую гибкость.
В восточном доспехе набедренники встречаются редко, за исключением Турции, где их выполняли из небольших металлических пластин и кольчуги, на кольчуге же крепилась и защита для колена. В ранних образцах переднюю часть бедра могли закрывать две пластины, соединённые на петлях.